# Depot von Dederstedt
Das Depot von Dederstedt (auch Hortfund von Dederstedt) ist ein Depotfund der frühbronzezeitlichen Aunjetitzer Kultur (2300–1550 v. Chr.) aus Dederstedt, einem Ortsteil der Gemeinde Seegebiet Mansfelder Land im Landkreis Mansfeld-Südharz (Sachsen-Anhalt). Die erhaltenen Gegenstände aus dem Depot befinden sich heute in den Regionalgeschichtlichen Sammlungen der Lutherstadt Eisleben.

## Fundgeschichte
Das Depot wurde 1851 bei der Mühle von Dederstedt auf einem Feld gefunden.

## Zusammensetzung
Das Depot war in einem Keramikgefäß niedergelegt worden, das nicht aufgehoben wurde und über dessen genaue Form keine Informationen vorliegen. Das Gefäß soll Asche, Knochen und „rote Masse“ enthalten haben. Darin waren paarweise, aufrecht stehend und mit der Schneide nach oben zeigend 14 bronzene Randleistenbeile hineingesteckt. In Eisleben befinden sich heute noch 13 Beile, ein weiteres ist verschollen.